# John Salmon Ford

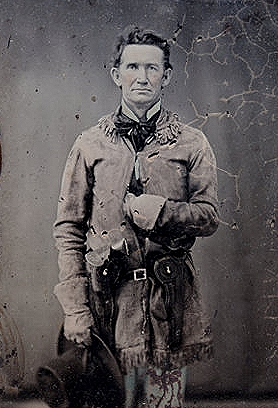
John S. Ford als Texas Ranger in 1858

John Salmon "Rip" Ford (26 mei 1815 – 3 november 1897)  was lid van het congres van de Republiek Texas en later van de senaat van de Amerikaanse staat Texas. Hij was burgemeester van Brownsville en Austin. Naast zijn politieke loopbaan was hij ook dokter, advocaat, journalist en krantenmagnaat. Ford was ook een Texas Ranger tijdens de Mexicaans-Amerikaanse Oorlog en kolonel in het Confederate States Army tijdens de Amerikaanse Burgeroorlog.

## Vroege jaren
Ford werd geboren op 26 mei 1815 in Greenville County in South Carolina maar groeide op in Lincoln County in Tennessee. Zijn ouders waren William en Harriet Ford. Toen hij 16 werd, verhuisde hij naar Shelbyville waar hij een doktersopleiding volgde. Hij ontmoette zijn latere echtgenote Mary Davis. Het huwelijk zou in een echtscheiding eindigen toen Ford naar Texas vertrok om mee te vechten in de oorlog tegen Mexico.

## Texas
In juni 1836 arriveerde Ford in Texas. Net te laat om deel te nemen aan de Texaanse Onafhankelijkheidsoorlog. Tot in 1838 diende hij in het Texaanse leger. Na zijn diensttijd opende hij een dokterspraktijk in San Augustine in het oosten van Texas. Ondertussen studeerde hij rechten en werd hij toegelaten tot de balie. In 1844 werd hij verkozen in het parlement van Texas. Hij was een sterke voorstander om Texas te laten aansluiten bij de Verenigde Staten van Amerika. Het jaar daarna verhuisde hij naar Austin. Hij kocht de krant Texas National Register en gaf het de nieuwe naam Texas Democrat.:54
Toen de Mexicaans-Amerikaanse Oorlog uitbrak nam Ford dienst in het Texas Mounted Rifles onder leiding van John Coffee Hays. Hij werd benoemd tot luitenant en diende als adjudant en arts. Soms kreeg Ford de leiding over verkenningseenheden toen zijn regiment in Mexico diende. Ford kreeg er ook zijn bijnaam 'Rip' omdat hij de gewoonte had om R.I.P of Rest in Peace naast de namen van de gesneuvelden te schrijven terwijl hij de slachtofferlijst opmaakte.
In 1849 verkende hij, samen met Robert Neighbors, het gebied tussen San Antonio en El Paso.:113 Samen publiceerden ze een verslag en een kaart met een route die later de Ford and Neighbors Trail zou gaan heten. In hetzelfde jaar werd hij benoemd tot kapitein bij de Texas Rangers. Hij werd gestationeerd tussen de Nueces en de Rio Grande. Zijn eenheid kwam verschillende keren in aanvaring met de inheemse bevolking. In 1850 nam hij Carne Muerto gevangen die een stamhoofd was van de Comanche.:161 Nadat zijn eenheid ontbonden werd, nam Ford deel aan de zogenaamde Merchant's War (1851-1852) als kolonel.:196
In 1852 werd Ford verkozen tot de senaat van de staat Texas. Hij kocht de krant Southwestern American,:207 en richtte in 1853 de State Times op. Deze laatste krant verkocht hij opnieuw in 1857. :208 and 218 Begin 1858 aanvaardde hij een benoeming tot kapitein en versloeg vijandelijke inheemse Amerikanen in de Slag bij Little Robe Creek.:236 In het najaar van 1859 werd hij door gouverneur Hardin Richard Runnels naar de Rio Grande gestuurd aan het hoofd van 53 Texas Rangers. Daar aangekomen werkte hij samen met kapitein George Stoneman van de 2nd Cavalry en kapitein Tobins Texas Rangers tegen Juan Cortina die uitmondde in de Slag bij Rio Grande City.:268

## Amerikaanse Burgeroorlog
In 1861 maakte Ford deel uit van Secession Convention en lag hij aan de basis van een handelsverdrag tussen Mexico en de Geconfedereerde Staten van Amerika.:329 Hij nam dienst in het Confederate States Army als kolonel en kreeg de leiding over het Rio Grande Military District.:325 Begin april 1861 verdedigde hij Zapata County Texas tegen Mexicaanse invallers.:324 De invallers hadden de lokale rechter opgehangen. Deze werden gevonden en gedood door Ford. Tussen 1862 en 1865 had Ford de leiding over het rekruteringsbureau van de staat Texas.:332 Hij was eveneens verantwoordelijk om de handelsroutes tussen het Zuiden en Mexico te beschermen. Hij rekruteerde hiervoor 1.300 soldaten die de "The Cavalry of the West" genoemd werden. Met deze manschappen heroverde Ford Fort Brown op 30 juli 1864.:349, 352, 365 Hij verjoeg ook Noordelijke soldaten bij Palmito Ranch op 9 september 1864.:374 In mei 1865 voerde hij zijn eenheden aan tijdens de Slag bij Palmito Ranch. Hij zou deze laatste slag van de Amerikaanse Burgeroorlog op zijn naam schrijven.

## Latere jaren
Na de oorlog werkte Ford als gids voor de overheidsdienst die optrad tegen veediefstallen en andere onregelmatigheden die de orde en rust verstoorden. Hij was ook journalist voor de Galveston News.:411–412 en later assistent-redacteur voor de Brownsville Ranchero en schreef voor de Brownsville Courier. Hij richtte ook nog de Brownsville Sentinel op.:434 John Salmon Ford stierf in San Antonio, Texas op 3 november 1897.
- International Standard Name Identifier: 0000 0003 7452 8214
- Library of Congress Control Number: n81050269
- Nationale bibliotheek van Australië: 36188174
- Nederlandse Thesaurus van Auteursnamen: 074270621
- SNAC: w66d6cxr
- Trove: 1226096
- Virtual International Authority File: 25924571
- WorldCat: E39PBJtMhBKRgDrfmbXtJ4GPwC